# فرودگاه محلی گرین کانتی-لویس جکسون
فرودگاه محلی گرین کانتی-لویس جکسون (به انگلیسی: Greene County-Lewis A. Jackson Regional Airport) یک فرودگاه همگانی بهره‌برداری هوایی است که یک باند فرود آسفالت دارد و طول باند آن ۱۳۷۲ متر است. این فرودگاه در شهر دیتون کشور ایالات متحده آمریکا قرار دارد و در ارتفاع ۲۸۹ متری از سطح دریا واقع شده‌است.

## شرکت‌های هواپیمایی و مقصدهای پروازی

### مسافری
| شرکت‌های هواپیمایی | مقصدهای پروازی |
| ----------------- | -------------- |
| ایر تاهیتی        | فاآ، توتوژوژی  |